# Album (album Quorthona)
Album – pierwsza solowa płyta Quorthona, członka grupy muzycznej Bathory.
Autorem tekstów piosenek oraz twórcą muzyki jest Quorthon.

## Lista utworów
Źródło.
1. "No More and Never Again" – 3:37
2. "Oh No No" – 6:00
3. "Boy" – 8:47
4. "Major Snooze" – 2:46
5. "Too Little Much Too Late" – 4:00
6. "Crack in My Mirror" – 6:42
7. "Rain" – 5:50
8. "Feather" – 5:50
9. "Relief" – 5:45
10. "Head Over Heels" – 6:03